# Technokratie
Unter Technokratie wird heute eine Form der Regierung oder Verwaltung verstanden, in der alle Entscheidungen auf sozial neutralem wissenschaftlichem und technischem Wissen aufbauen. Technokraten gehen von der Annahme aus, es gäbe ideologie- und interessenfreie Wege, für das Gemeinwohl und für staatliche Stabilität zu sorgen. Technokratische Kabinette sind meistens Vertreter nicht parlamentarisch gestützter Regierungen. Oppositionsbewegungen der Zivilgesellschaft sowie NGOs kritisieren Technokratien gerade wegen ihrer häufigen Klientelpolitik.
Der Begriff leitet sich ab von dem altgriechisch τέχνη téchne, deutsch ‚Fertigkeit‘ und κράτος kratos ‚Herrschaft‘. Eine korrekte Übersetzung wäre demnach „Herrschaft der Sachverständigen“. Der Begriff ist jedoch eine Neuschöpfung aus dem 20. Jahrhundert und eng mit der Technokratischen Bewegung in den USA der 1920er Jahre wie der damals verbreiteten Krise der Demokratie und der von der Sowjetunion und deren Planwirtschaft ausgehenden, anfänglichen Faszination verbunden. Umgangssprachlich wird als Technokrat auch abwertend eine Person bezeichnet, die eine rational-technische Weltsicht hat und einen Interessenausgleich sowie etwa soziologische oder psychologische Aspekte als „weiche Faktoren“ eines Themas vernachlässigt.

## Merkmale
Merkmale der Technokratie sind:
- Fortschritt und Wissenswachstum sind Zielvorstellung, unter anderem deshalb wird tendenziell die herkömmliche politische Diskussion über Verteilungsgerechtigkeit vernachlässigt.
- Entscheidungsmacht wird von demokratisch gewählten politischen Institutionen in ausschließlich fachgebunden arbeitende Zirkel, sog. „Expertenkommissionen“ verlagert.
- Im Vordergrund steht die rationale Planung und Durchführung von Vorhaben. Die Aufmerksamkeit wird auf Mittel und Wege konzentriert, nicht auf demokratische Entscheidung über die Ziele – Manager, Wissenschaftler, Ingenieure und andere qualifizierte Personen ersetzen gewählte Repräsentanten.[1]
- Argumentationsmuster verweisen auf alternativlose Sachzwänge zur Befriedigung der in Frage stehenden Bedürfnisse, die mit technisch-wissenschaftlichen Methoden gelöst werden sollen.

## Herkunft
Der Begriff wurde im Ausgang des Ersten Weltkriegs in den USA geprägt, wobei Konzepte des amerikanischen Soziologen Thorstein Veblen und von prominenten Mitgliedern der Technokratischen Bewegung wegweisend waren. Veblen wünschte sich für Ingenieure eine bedeutendere Rolle im politischen Prozess, da nur der von ihnen angetriebene technische Fortschritt das Potential hätte, die Menschen zur Vernunft zu bringen.
Die grundlegende Vorstellung ist aber wesentlich älter. Als technokratische Utopien können der „Sonnenstaat“ von Tommaso Campanella (1602) oder „New Atlantis“ von Francis Bacon (1627) gelten. Mit der Industrialisierung gewann die technokratische Utopie im 19. Jahrhundert eine neue, realitätsnähere Prägung. Henri de Saint-Simon und sein Schüler Auguste Comte haben im Sinne des Positivismus Gesellschaftsentwürfe formuliert, in denen der instrumentellen Vernunft ein fast uneingeschränktes Herrschaftsrecht zukam. Auch die politische Philosophie von Platon kann man als technokratisch verstehen.
Die von Thorstein Veblen, aber auch etwa von Walter Rautenstrauch (1880–1951) gegen Ende des Ersten Weltkriegs vertretene Vorstellung, Ingenieure würden das Gemeinwohl am besten verwalten, ist sowohl im Kontext einer fundamentalen Krise des Kapitalismus als auch der Russischen Revolution zu verstehen. Die Technokratie der Zwischenkriegszeit, die sich in den USA unter Howard Scott als „Technocracy Inc.“ zu einer politischen Partei verdichtete, verstand sich als Alternative sowohl zum Kapitalismus als auch zum Sozialismus. In Deutschland wurde dies Anfang der 1930er Jahre von Günther Bugge und anderen aufgegriffen, deren Technokratie-Bewegung aber 1933 mit der Machtübernahme der Nationalsozialisten verboten wurde. Wichtige Ideologen des Nationalsozialismus wie Gottfried Feder nahmen in diesem Sinne technokratisches Gedankengut auf. Freilich sind technokratische Elemente auch tief im sowjetischen Modernisierungsprojekt verwurzelt, wie es Lenin am VIII. Sowjetkongress 1920 entwarf („Kommunismus – das ist Sowjetmacht plus Elektrifizierung des ganzen Landes“). Und auch der US-amerikanische „New Deal“ unter Franklin D. Roosevelt kann als technokratisches Vorhaben interpretiert werden.
Die technokratische Vorstellung, wirtschaftliche Entwicklung sei am erfolgreichsten durch mächtige Expertenstäbe zu realisieren, lag dem US-amerikanischen Wiederaufbauplan für Westeuropa nach 1945 zu Grunde (Marshall Plan). Technokratische Planung etablierte sich in der Folge unter dem Stichwort Planification insbesondere in Frankreich. Die französischen Planvorstellungen, die wesentlich von Jean Monnet konkretisiert wurden, bildeten ihrerseits ein wesentliches Grundelement für die Europäische Union. Technokratische Planung erhielt in der Zeit nach dem Zweiten Weltkrieg in allen westlichen Wohlfahrtsstaaten hohe Bedeutung. Sie wurde unter Wirtschaftsminister Karl Schiller selbst in der Bundesrepublik Deutschland wirksam, wo bisher der Ordoliberalismus prägend war.
In den 1950er Jahren wurde das Technokratiethema insbesondere in Frankreich durch Jean Meynaud (1914–1972) und Jacques Ellul aufgenommen, die den Verlust wertorientierter Handlungsoptionen angesichts einer sich eigendynamisch entwickelnden Technik beklagten.
In Deutschland entwickelte sich Anfang der 1960er Jahre eine Technokratiedebatte, ausgehend von Helmut Schelskys Vortrag „Der Mensch in der wissenschaftlichen Zivilisation“. In diesem entwickelte er, anknüpfend an Arnold Gehlens Menschenbild, der den Menschen als Mangelwesen betrachtete, welcher diese Mängel mithilfe von Technik auszugleichen versuche, die Vorstellung eines „technischen Staates“. Der Mensch habe in der modernen technisierten Welt ein neues Verhältnis zur Welt und zu seinen Mitmenschen entwickelt. Er spricht dabei von einer „universal gewordenen Technik“, die sich auf alle Bereiche des Lebens ausdehne. Diese universale Technik folgt der Logik der höchsten Effizienz, welche nach und nach auch das Denken der Menschen erfasse. Dies hat jedoch Folgen für den Menschen: nun bestimmen die Mittel die Ziele und nicht mehr die Ziele die Mittel. Es entsteht also eine eigene Sachgesetzlichkeit, das heißt, jeder technische Erfolg schafft neue Probleme, die wieder mit Technik gelöst werden müssen. Dieser Sachzwang ersetzt dabei die Herrschaft von Menschen über Menschen. Daher bedarf es im Staat auch keiner demokratischen Partizipation mehr, denn „moderne Technik bedarf keiner Legitimität (…) solange sie optimal funktioniert“. Daraufhin sterbe der demokratische Staat ab und bleibe lediglich als leere Hülse zurück. Über diese Thesen entbrannte im Folgenden eine rege Diskussion, welche vor allem in der Zeitschrift „Atomzeitalter“ ausgetragen wurde.
In den 1960er Jahren haben sich, aufbauend auf der Kritik der instrumentellen Vernunft von Max Horkheimer, insbesondere Herbert Marcuse und Jürgen Habermas gegen die Anmaßung einer Technokratie gestellt. Wesentliche Beiträge zum Thema verfasste auch Hermann Lübbe. Spätestens Ende der 1980er Jahre kam die wissenschaftliche Technokratiedebatte in Deutschland jedoch zum Erliegen.

## Weitere Technokratie-kritische Stimmen
Neben Herbert Marcuse sind oder waren in Deutschland Martin Heidegger, Günther Anders, Gotthard Günther und Erich Fromm prominente Kritiker der Technokratie. International haben sich u. a. George Orwell (in seinen Essays über Faschismus: Technokratie sei Vorstufe des Faschismus), und aktuell Noam Chomsky in kritischer Weise über die Technokratie geäußert. Siehe auch: Gesellschaftskritik, Dystopie, Cyberpunk.
In der 68er-Bewegung wurde diese Kritik an der Technokratie auf breiter Basis aufgegriffen. Der Technokratie und dem mit ihr verbundenen rationalen Sachzwang-Denken wurden von Künstlern und Intellektuellen beispielsweise Konzepte wie Subjektivität, der individuelle Wunsch, Selbstverwirklichung und Demokratisierung (bis hin zur Wirtschaftsdemokratie, siehe Mai 68) entgegengestellt. Es gehört freilich zur Ambivalenz des Themas, dass auch die gesellschaftsverändernden Visionen der Neuen Linken nicht frei von technokratischen Aspekten waren.
Götz Aly und Susanne Heim beschreiben das Dritte Reich und die damit verbundenen Herrschaftspläne für Osteuropa des Generalplan Ost sowie die Vernichtung der europäischen Juden als das Resultat einer Expertokratie. So sei „Auschwitz […] in hohem Maß die Folge einer gnadenlos instrumentalisierten Vernunft“ gewesen.
Eine differenzierte Position zur Technokratie nimmt Hermann Lübbe ein. Technokratie ist nach ihm dort geboten, wo durch eine Evidenz des Richtigen eine Versachlichung der Entscheidungssituation gegeben ist. Für rationale Politik ist dies zwingend so, weswegen Politik auf wissenschaftliche Beratung angewiesen ist. Würde Politik auf technokratische Elemente verzichten, so würde nur die Perspektive der Herrschaft von Menschen über Menschen bleiben. Auch Karl Popper kann nicht bedingungslos als Kritiker der Technokratie aufgefasst werden. In seinem Werk „Die offene Gesellschaft und ihre Feinde“ vertritt er ein Politikkonzept, das gegen prophetische Ideologien gerichtet ist und stattdessen eine Sozialtechnologie des Stückwerks propagiert, die von falsifizierbaren, also wissenschaftlichen, Einsichten abhängig sein soll. Im Sinne Lübbes wäre dies genau die Art technokratischer Politik, die auch er selbst wünscht. Lübbe hat diese Art der Politik auch tatsächlich als Politiker in Nordrhein-Westfalen in den 1970er Jahren vertreten. Er galt damals allgemein als „rechter“ SPD-Mann.
Rigorose Kritik gegen die Technokraten wurde dagegen von Habermas vorgebracht, der sich besonders mit Lübbe persönlich um diesen Punkt stritt. Lübbes Auffassung lautete damals, dass Leute, die nichts von Politik verstehen, sich besser aus solchen Angelegenheiten heraushalten sollten, womit er gezielt auf Habermas anspielte.

## Zitate
„Die Technik selbst kann Autoritarismus ebenso fördern wie Freiheit, den Mangel so gut wie den Überfluss, die Ausweitung von Schwerstarbeit wie deren Abschaffung. Der Nationalsozialismus ist ein schlagendes Beispiel dafür, wie ein hochrationalisiertes und durchmechanisiertes Wirtschaftssystem von höchster Produktivität im Interesse von totalitärer Unterdrückung und verlängertem Mangel funktionieren kann. (…)“

„Um die wirkliche Bedeutung dieser Veränderungen zu verstehen, ist es notwendig, einen kurzen Überblick zu geben über die traditionelle Rationalität und über die Formen der Individualität, die auf der gegenwärtigen Stufe des Maschinenzeitalters aufgelöst werden. Das menschliche Individuum, das die Vorkämpfer der bürgerlichen Revolution zur Keimzelle wie zum höchsten Zweck der Gesellschaft erhoben hatten, repräsentierte Wertvorstellungen, die offensichtlich denen widersprechen, welche die Gesellschaft heute beherrschen.“

„Expertokratie ist eine Kombination aus Verwaltung und Experten, in der unentwegt irgendwelche Strategiepapiere mit mundgerechten Informationen darüber verfasst werden, was aus ihrer Sicht die Politiker wissen müssten. Das politische Gemeinwesen, das sind die Bürgerinnen und Bürger, ist bei diesem Prozess völlig außen vor. Das Verhängnisvolle daran ist, dass auf der technischen Ebene alle parlamentarischen Verkehrsformen eingehalten werden – aber zugleich die Planungsprozesse immanent undemokratisch sind, weil sie nur in der Dualität zwischen Techno- und Politikerpolitik ablaufen. Am Ende heißt es dann: Was wir entschieden haben, war alternativlos.“